# Bikás park
Pour la station de métro, voir Bikás park (métro de Budapest).
Le Bikás park (en français : « parc Bikás ») est un jardin public du 11e arrondissement de Budapest, dans le quartier de Kelenföld.